# Mickaël Gelabale
Mickaël Gelabale (Pointe-Noire, 22 maggio 1983) è un cestista francese.

## Carriera
È stato selezionato dai Seattle SuperSonics al secondo giro del Draft NBA 2005 (48ª scelta assoluta).
Con la Francia ha disputato due edizioni dei Giochi olimpici (Londra 2012, Rio de Janeiro 2016), tre dei Campionati mondiali (2006, 2010, 2014) e quattro dei Campionati europei (2005, 2011, 2013, 2015).

## Palmarès
- Campionato spagnolo: 1

Real Madrid: 2004-05
- Campionato francese: 2

Cholet: 2009-10
Limoges CSP: 2014-15
- Coppa di Francia: 1

Le Mans: 2015-16
- Eurocup: 1

Chimki: 2011-12

### Individuale
- LNB Pro A MVP finali: 1

Cholet: 2009-10
- LNB Pro A MVP francese: 1

ASVEL: 2010-11